# ダニー・ペレス
ダニー・マルコス・ペレス・バルデス（Danny Marcos Pérez Valdéz , 2000年1月23日 - ）は、ベネズエラ・カラカス出身のプロサッカー選手。ベネズエラ・プリメーラ・ディビシオンのサモラFCに所属している。ポジションはFW。

## 来歴
2017年シーズンにデポルティーボ・ラ・グアイラのトップチームに昇格し、同年4月16日のモナガスSC戦でプロデビュー。2018年シーズンはサモラFCにローン移籍。1月28日の、ローン元のラ・グアイラ戦で、プロ初ゴールを含む2ゴールを決めた。

## 代表歴
2017年にチリで開催さた南米U-17選手権に、U-17ベネズエラ代表に招集された。